# 備前堀川

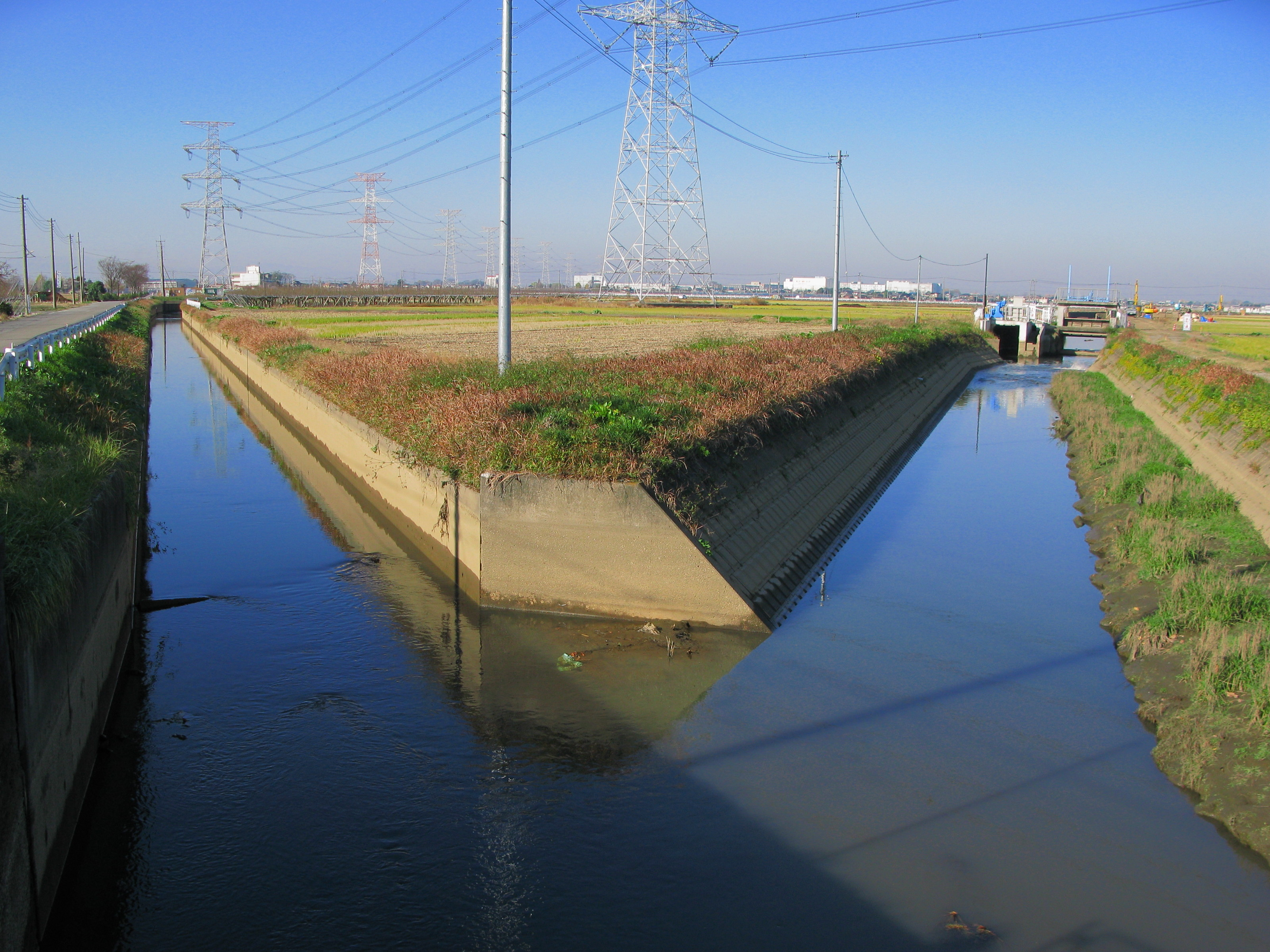
備前堀川の管理起点、古笊田落と大英寺落の合流点（2010年12月）

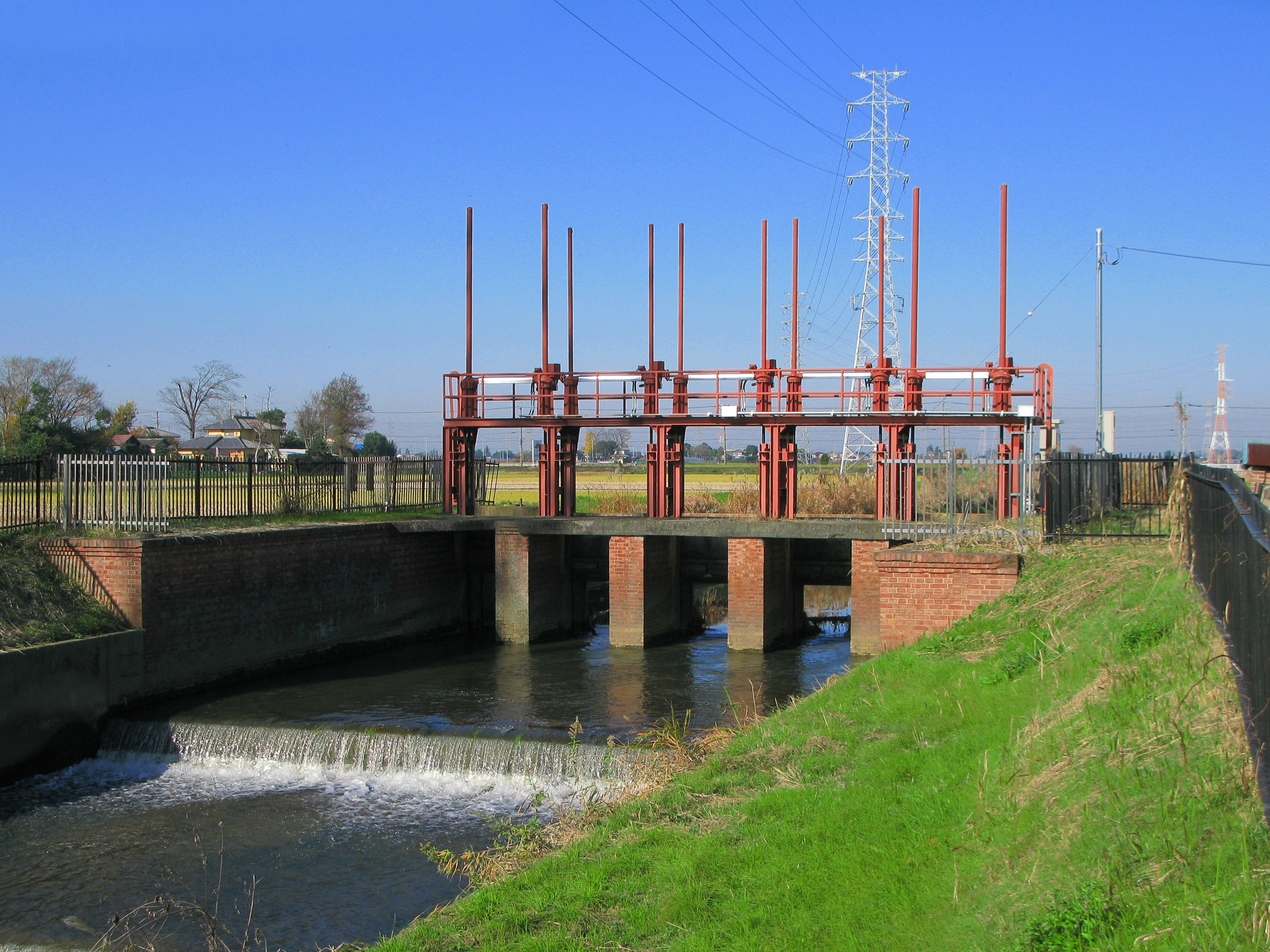
古笊田堰（2010年12月）

備前堀川（びぜんほりがわ）は、埼玉県北東部を流れる河川である。

## 概要
埼玉県加須市の新川用水排水路の備前堀古笊田落と備前堀大英寺落の合流点を起点とし、久喜市北中曽根の西端で備前堀八ヶ村落を併せ、さらに清久町（清久工業団地）の南側からは備前前堀川と並行して流れる。その後、同市河原井町東側で備前前堀川と離れ白岡市・南埼玉郡宮代町を流れ、大落古利根川に合流する。かつての河原井沼の北側付近の流域は、この沼での新田開発時に北側の附廻堀として整備された区間である。今日では主に新川用水からの農業排水路として利用されている。
流域には清久大池や清久西池、昭和沼といった池沼が存在し、昭和沼とは水路で接続されている。また、久喜菖蒲工業団地が造成される以前に河原井沼からの排水路として用いられていた「新北落」が備前堀川に流入する直前の地点に水門が設けられていた。久喜菖蒲工業団地の造成によって「新北落」が埋め立てられてしまった現在においてもこの水門のみは現存している。
久喜市北中曽根の西端には備前堀治水記念碑（びぜんぼりちすいきねんひ）がある。同市北中曽根（北側）と同市菖蒲町三箇（南側）との間に古笊田堰（こざるたせき）という1906年（明治39年）竣工の堰が置かれている。
流域は主に農地として利用されているほか、清久工業団地や久喜菖蒲工業団地といった工業団地が存在する。また、久喜菖蒲公園や清久公園など公園化されている地域もある。
合流
- 古笊田落
- 大英寺落
- 八ヶ村落
- 昭和沼との水路
- 新北落 - 久喜菖蒲工業団地造成時に埋め立て
- 江面落川

## 流域自治体
- 加須市
- 久喜市
- 白岡市
- 南埼玉郡宮代町

## 橋梁
上流より
- 天神橋 - 管理起点
- 七軒橋
- 塚田橋
- 笊田橋（埼玉県道12号川越栗橋線）
- 古笊田堰
- 陣屋橋
- 山王橋（清久さくら通）
- 備前堀橋

- 備前大橋（久喜・菖蒲公園通）
- 上内谷橋
- 備前堀橋（埼玉県道3号さいたま栗橋線）
- 上内谷橋（東北自動車道側道）
- 東北自動車道
- 下内谷橋（東北自動車道側道）
- 大橋（埼玉県道87号上尾久喜線）

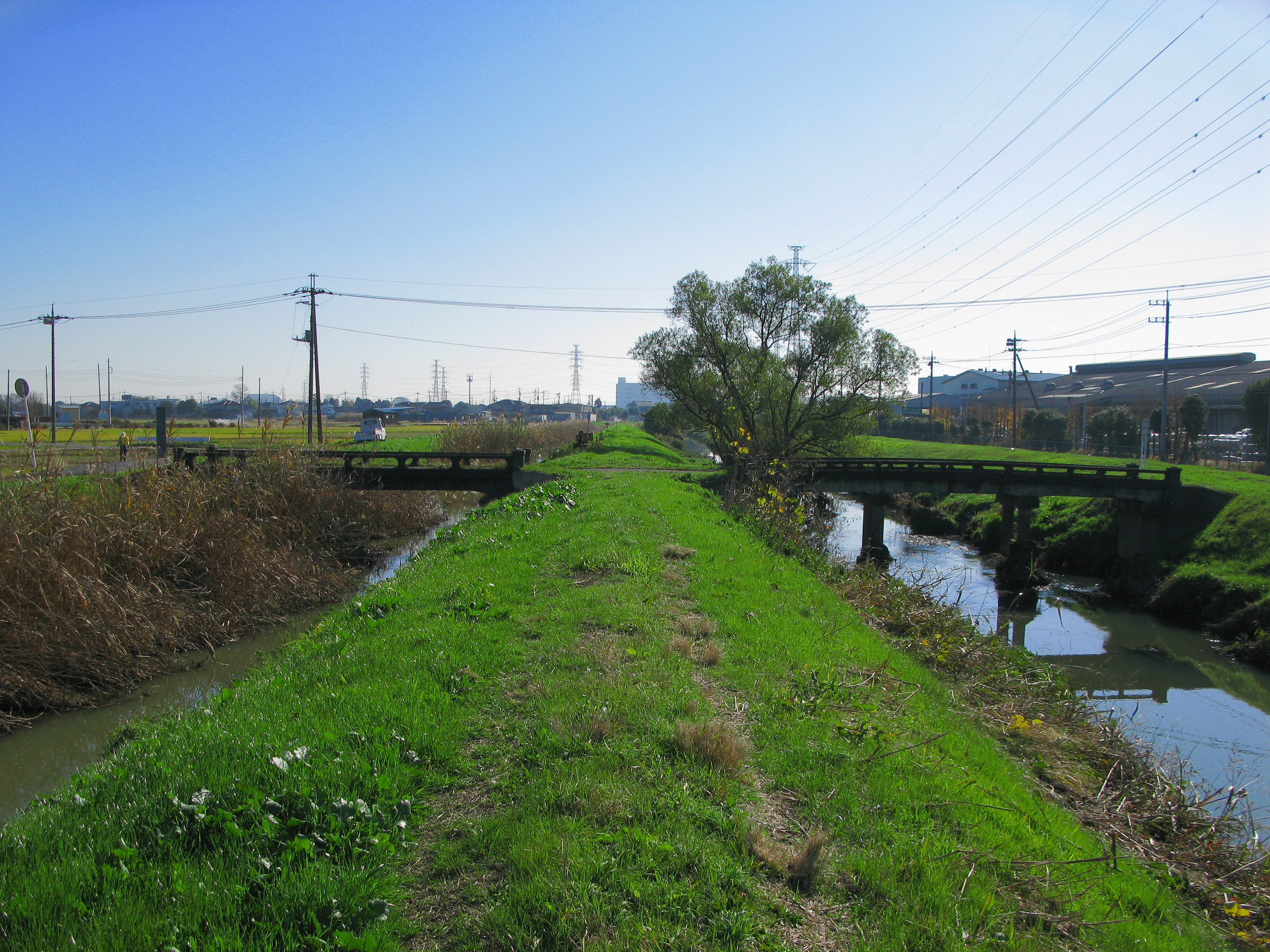
備前前堀川と備前堀川が並行して流れる区間（向かって右が備前堀橋）

- 新備前堀川橋（埼玉県道162号蓮田白岡久喜線）

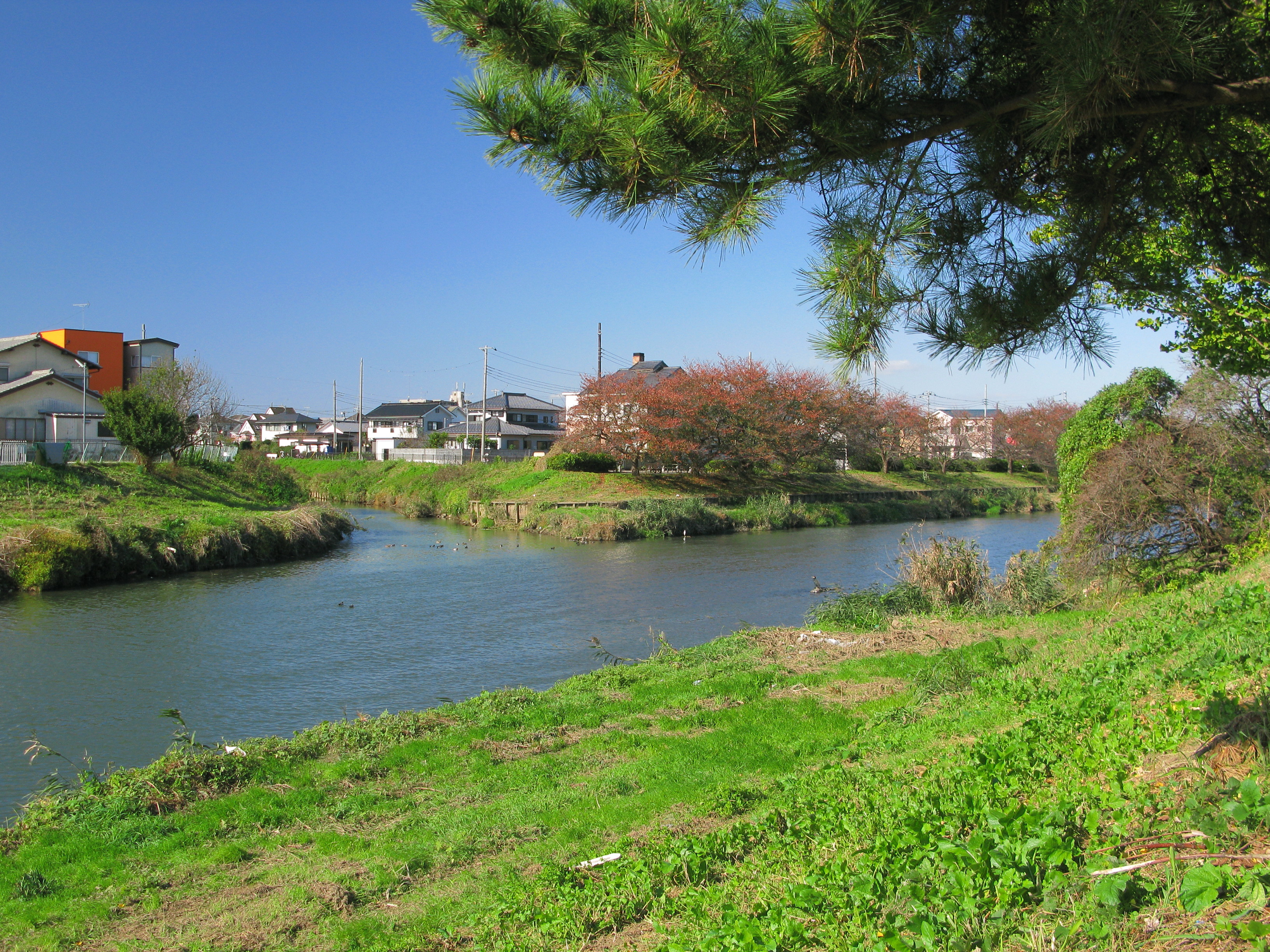
備前堀川と大落古利根川の合流点

- 東北新幹線
- 東北本線
- 道地橋
- 六軒橋
- 六軒下橋
- 須郷橋

- 名称不明
- 勝橋
- 大境橋（私橋）
- 国納橋（埼玉県道65号さいたま幸手線）
- 番屋橋
- 備前堀川橋梁（東武伊勢崎線）
- 名称不明
- 和戸大橋（埼玉県道85号春日部久喜線）